# Clas Fredrik Horn af Åminne
För landshövdingen, se Claes Fredrik Horn af Åminne (1791–1865)
Clas Fredrik Horn af Åminne, född 18 maj 1763, död 23 maj 1823 i Köpenhamn, var en svensk greve, militär och musiker. Han dömdes för delaktighet i mordet på Gustav III. 

## Biografi
Clas Fredrik Horn af Åminne var son till Fredric Horn af Åminne och Anna Margareta Plommenfeldt, som var dotter till Anders Plomgren.
Horn af Åminne blev löjtnant 1781, major 1783 och var kammarjunkare 1783–1789. Han var amatörviolinist, var medlem av Utile Dulci och invaldes som ledamot nr 82 av Kungliga Musikaliska Akademien den 28 mars 1782, men finns ej upptagen i matrikeln efter 1792. Han var akademiens preses 1781–1788 och 1789–1790. 
Han dömdes till att mista adelskap, liv, ära och gods, men fick sitt dödsstraff mildrat till ständig landsflykt och förlust av adelskap och medborgerliga rättigheter. Han flyttade till Danmark och tillbringade största delen av sitt återstående liv där, först på egendomen Skovlunde på Själland och sedan i Köpenhamn. Han var mycket populär i Danmarks litterära kretsar, men han kunde i alla fall inte undgå att känna att hans liv var förfelat. Även ekonomiska bekymmer tyngde på hans sinne. Hans hat till Gustav III förblev lika glödande så länge han levde.
Han var intresserad och tämligen begåvad inom såväl matematik, musik som teckning och ägnade sig även stundtals åt poesi. Han vurmade en aning för Rousseau, men ansåg att det enda alternativen till adlig maktbas var antingen kunglig diktatur eller pöbelvälde.
Horn var gift med Maria Wilhelmina Linnerhielm. De fick en dotter, som förblev ogift, och sonen Claes Fredrik Horn af Åminne (1791–1865).

## Mordutredningen
Under polisutredningen angående kungamordet hävdade först Jacob Johan Anckarström att han agerat på eget bevåg, detta påstående höll dock inte länge. Den mycket skicklige polismästaren Nils Henric Liljensparre som lyckats spåra upp Anckarström frågade ut denne om vilken bekantskapskrets han rört sig i de senaste veckorna, på så vis kom Horn upp. Polisen fann också en syrtut hemma hos Anckarström, dvs en sorts rock, som man så småningom knöt till Horn trots att denne från början nekat till att det var hans. 
Horn och Anckarström hade umgåtts en del inför maskeraden då dådet skedde den 16 mars, dagen innan hade Anckarström ätit middag hemma hos Horn på Huvudsta gård. Horn hade bl.a. fått låna pengar av Anckarström. De gick tillsammans med Adolph Ribbing till maskeraden, men det visade sig att dessa tre långt ifrån agerat ensamma. En stor härva nystades så småningom upp av Liljensparre, där det ena gav det andra. Bland annat hade det förekommit trevliga herrmiddagar hemma hos den gamle generalen Carl Fredrik Pechlin, och denne anklagades sedan för att ha varit spindeln i nätet, han var i stort sett den ende som aldrig medgav någonting.

## Motiv
Horns motiv var dubbla, dels såg han likt många andra i adelsståndet med förskräckelse på kungens maktfullkomlighet som i och med Förenings- och säkerhetsakten  nådde sin kulmen. Dessutom hade då denna grundlag antogs på riksdagen 1789, kungen låtit fängsla en rad högt uppsatta adelsmän, varav Fredrik Horn, alltså Claes Horns far var en. Horn hade inte ens fått tillåtelse att träffa sin far under tiden denne satt häktad och detta gjorde honom så arg att han sade upp sig från sin majorstjänst. 

## Erkännandet
När Anckarström väl brutit samman och erkänt att både Horn och Ribbing var delaktiga (men påstod sig inte veta några fler) kunde Liljensparre använda detta mot de båda. Horn hade i inledningen av sin häktningsperiod uppträtt ganska karskt och inte erkänt något alls av värde, men Liljensparres metoder mot alla de misstänkta var hårdföra och fångenskapen gjordes hela tiden otrevligare om de inte pratade. Hos Horn sänkte man belysningen, lät fem knektar finnas i rummet och en natt slängdes det in ett par handklovar framför sängen. När Anckarström å sin sida också erkänt att de pistoler han använt vid mordförsöket egentligen tillhörde Horn, började denne vekna och efter en lång natts förhör var han mogen för en fullständig bekännelse. Därefter tilläts han också att ha sin fru hos sig.

## Senare liv
Under sin tid i exil erbjöd Horn sina tjänster till fransmännen under Napoleon som planerade en invasion av Sverige 1808. Han försåg den franska befälhavaren Bernadotte (senare kung Karl XIV Johan) med militära kartor över Sverige inför invasionen. Den skulle dock aldrig bli av på grund av politiska omständigheter.